# Adulticide
 (juin 2022).
Si vous disposez d'ouvrages ou d'articles de référence ou si vous connaissez des sites web de qualité traitant du thème abordé ici, merci de compléter l'article en donnant les références utiles à sa vérifiabilité et en les liant à la section « Notes et références ».
Un produit phytosanitaire adulticide est une substance active ou une préparation ayant la propriété de tuer le stade adulte des ravageurs des cultures.
Les produits adulticides peuvent être simultanément ovicides ou larvicides, et parfois stérilisants des femelles, ce qui augmente leur efficacité lorsque les populations de ravageurs présentent plusieurs stades en même temps.
En protection des cultures contre les parasites, la connaissance des caractéristiques adulticides des produits phytopharmaceutiques appliqués, et de la date de début d'apparition des adultes, permettent de raisonner l'emploi des insecticides et des acaricides.